# العلاقات الهندية الفرنسية
العلاقات الهندية الفرنسية هي العلاقات الثنائية التي تجمع بين الهند وفرنسا. كانت العلاقات الفرنسية الهندية تقليديًا وثيقة وودية، ولكلا البلدين «علاقة خاصة» في ما بينهما. تملك كل من الدولتين تاريخًا طويلًا من العلاقات التجارية يمتد عبر قرون. منذ القرن السابع عشر وحتى عام 1954، حافظت فرنسا على وجود استعماري في شبه القارة. إن بودوتشيري، إحدى أراضيها الهندية السابقة، هي وجهة سياحية شهيرة للمسافرين الفرنسيين إلى الهند.
مع تأسيس الشراكة الاستراتيجية في عام 1998، كان هنالك تقدم هائل في جميع مجالات التعاون الثنائي من خلال التبادلات المنتظمة رفيعة المستوى على مستوى رئيس الدولة/ رئيس الحكومة والتبادلات التجارية المتزايدة، بما في ذلك المجالات الاستراتيجية مثل الدفاع، والطاقة النووية، والفضاء. كانت فرنسا الدولة الأولى التي أبرمت معها الهند اتفاقية بشأن الطاقة النووية بعد التنازل الذي قدمته الوكالة الدولية للطاقة الذرية ومجموعة الموردين النوويين لتمكين الهند من استئناف تعاون نووي مدني كامل مع المجتمع الدولي. هنالك أيضًا تعاون متزايد وواسع النطاق في مجالات مثل التجارة، والاستثمار، والثقافة، والعلوم، والتكنولوجيا، والتعليم. دعمت فرنسا باستمرار عضوية الهند الدائمة في مجلس الأمن التابع للأمم المتحدة. الهند وفرنسا كلتاهما مناصرتان لعالم متعدد الأقطاب بقيادة الديمقراطيات الإقليمية.

## التاريخ
في القرن السابع عشر أصبح فرانسوا برنييه (1625–1688)، الطبيب والرحالة الفرنسي، الطبيب الشخصي للسلطان المغولي أورنكزيب، واستمر ذلك لمدة 12 عامًا.
في القرن الثامن عشر، شاركت فرنسا بنشاط في القوة الاستعمارية الأوروبية في منطقة المحيط الهندي.
كان الجنرال الفرنسي دوبلكس متحالفًا مع المظفر جانج في الدكن، ومع تشاندا ساهيب في حروب كارناتيك، في الصراع ضد روبيرت كلايف من شركة الهند الشرقية. كانت هذه العلاقات مفيدة للفرنسيين، وقد مُنِح الحلفاء الفرنسيون مناطق مثل حصن ألامبراي مقابل الخدمات التي قدمها الفرنسيون ضد البريطانيين.
انتصر الفرنسيون في معركة مدراس في عام 1746، وقاتل الفرنسيون والهنود معًا وهزموا أنور الدين عام 1749، لكنهم فشلوا في معركة أركوت في عام 1751 واستسلموا أخيرًا في عام 1752. نجح الفرنسيون مرة أخرى في الاستيلاء على حصن سانت ديفيد في عام 1758 تحت قيادة الجنرال لالي، لكنهم هزموا في نهاية المطاف في ماتشيليباتنام (1759)، وفاندافاسي (1760).
المغامر العسكري والمرتزقة الفرنسي، بينوا دي بواني، صنع اسمه في الهند تحت شعب الماراثا، الذي ساعدهم في العديد من المعارك ضد شركة الهند الشرقية البريطانية.
خسر الفرنسيون أسبقيتهم في الهند مع معاهدة باريس (1763)، على الرغم من الاحتفاظ بخمسة مراكز تجارية هناك، تاركين فرصًا للنزاعات ولعب السلطة مع بريطانيا العظمى. نجحت فرنسا في دعم حرب الاستقلال الأمريكية في عام 1776، وكانت ترغب في طرد البريطانيين من الهند أيضًا.
في عام 1782، أبرم لويس السادس عشر تحالفًا مع بيشوا الماراثا مادهو راو نارايان. نتيجة لذلك، نقل باسي قواته إلى إيل دو فرانس (موريشيوس) وساهم لاحقًا في الجهد الفرنسي في الهند في عام 1783. أصبح سوفرين حليف حيدر علي في الحرب الأنجلو ميسورية الثانية ضد الحكم البريطاني في الهند، في 1782-1783، ومقاتلًا الأسطول البريطاني على سواحل الهند وسيلان. منذ فبراير من عام 1782 وحتى يونيو من عام 1783، قاتل سوفرين الأميرال الإنجليزي السير إدوارد هيوز، وتعاون مع حكام ميسور. تعاون جيش مكون من 3000 جندي فرنسي مع حيدر علي للاستيلاء على كودالور.
في حين فرضت بريطانيا العظمى سلطتها على رئاسة مدراس (التي تغطي ولايتي أندرا برديش وتاميل نادو الهندية الحديثة)، احتفظت فرنسا بالسيطرة على بودوتشيري، وكاريكال، ويانام، وماهي، بالإضافة إلى الحفاظ على موطئ قدم في تشاندناجر، والآن في ولاية البنغال الغربية. في أثناء الراج البريطاني، لجأ العديد من مقاتلي الحرية الهنود (سوبرامانيا بهاراتي، ولالا لاجبات راي، وسري أوروبندو) إلى المؤسسات الفرنسية في الهند للابتعاد عن متناول البريطانيين.

## مقارنة بين البلدين
هذه مقارنة عامة ومرجعية للدولتين:
| وجه المقارنة                                              | الهند                       | فرنسا                                                    |
| --------------------------------------------------------- | --------------------------- | -------------------------------------------------------- |
| المساحة (كم2)                                             | 3.29 مليون                  | 643.80 ألف                                               |
| عدد السكان (نسمة)                                         | 1.35 مليار                  | 67.12 مليون                                              |
| الكثافة السكانية (ن./كم²)                                 | 410.33                      | 104.26                                                   |
| العاصمة                                                   | نيودلهي                     | باريس                                                    |
| اللغة الرسمية                                             | اللغة الهندية، لغة إنجليزية | لغة فرنسية                                               |
| العملة                                                    | روبية هندية                 | يورو، فرنك س ف ب، فرنك فرنسي، Livre tournois ‏            |
| الناتج المحلي الإجمالي (بليون دولار)                      | 2.60 تريليون                | 2.58 تريليون                                             |
| الناتج المحلي الإجمالي (تعادل القوة الشرائية) بليون دولار | 8.00 تريليون                | 2.87 تريليون                                             |
| الناتج المحلي الإجمالي الاسمي للفرد دولار أمريكي          | 1.60 ألف                    | 36.20 ألف                                                |
| الناتج المحلي الإجمالي للفرد دولار أمريكي                 | 5.70 ألف                    | 39.33 ألف                                                |
| مؤشر التنمية البشرية                                      | 0.609                       | 0.888                                                    |
| رمز المكالمات الدولي                                      | +91                         | +33                                                      |
| رمز الإنترنت                                              | .in، .भारत ‏، .بھارت ‏،        | .fr، .bzh ‏، .tf، .re، .wf، .yt، .pm، .paris              |
| المنطقة الزمنية                                           | ت ع م+05:30، توقيت الهند    | أوروبا/باريس ‏، توقيت وسط أوروبا، توقيت وسط أوروبا الصيفي |

## مدن متوأمة
في ما يلي قائمة باتفاقيات التوأمة بين مدن هندية وفرنسية:
- ترتبط ناشيك مع سن جرمن آن له باتفاقية توأمة.
- ترتبط مدينة بونديشيري مع باس-تير باتفاقية توأمة.

## منظمات دولية مشتركة
يشترك البلدان في عضوية مجموعة من المنظمات الدولية، منها:
| علم المنظمة | اسم المنظمة                        | تاريخ انضمام الهند | تاريخ انضمام فرنسا |
| ----------- | ---------------------------------- | ------------------ | ------------------ |
|             | مجموعة العشرين                     | ?                  | 26 سبتمبر 1999     |
|             | منظمة التجارة العالمية             | 1995               | 1995               |
|             | الاتحاد البريدي العالمي            | ?                  | ?                  |
|             | يونسكو                             | 4 نوفمبر 1946      | 4 نوفمبر 1946      |
|             | الفريق المعني برصد الأرض           | ?                  | ?                  |
|             | مؤسسة التمويل الدولية              | 20 يوليو 1956      | 20 يوليو 1956      |
|             | بنك التنمية الآسيوي                | 1966               | 1970               |
|             | منظمة حظر الأسلحة الكيميائية       | ?                  | ?                  |
|             | مؤسسة التنمية الدولية              | 24 سبتمبر 1960     | 30 ديسمبر 1960     |
|             | نظام تحكم تكنولوجيا القذائف        | 2016               | 1987               |
|             | وكالة ضمان الاستثمار متعدد الأطراف | 6 يناير 1994       | 28 ديسمبر 1989     |
|             | الاتحاد الدولي للاتصالات           | 1869               | 1866               |
|             | منظمة الشرطة الجنائية الدولية      | ?                  | ?                  |
|             | الأمم المتحدة                      | 30 أكتوبر 1945     | 24 أكتوبر 1945     |
|             | البنك الدولي للإنشاء والتعمير      | 27 ديسمبر 1945     | 27 ديسمبر 1945     |
|             | المنظمة الهيدروغرافية الدولية      | ?                  | ?                  |
|             | البنك الإفريقي للتنمية             | ?                  | ?                  |
|             | مجلس الأمن التابع للأمم المتحدة    | 1950               | 24 أكتوبر 1945     |

## أعلام
هذه قائمة لبعض الشخصيات التي تربطها علاقات بالبلدين:
- إنديلا (مطربة وكاتبة أغاني فرنسية، 26 يونيو 1984 – )
- شهازهن بادامسيي (ممثلة هندية، 19 أكتوبر 1987 – )
- صدر الدين آغا خان (17 يناير 1933[30][31][32] – 12 مايو 2003[30][31][32])
- فرانز فانون (20 يوليو 1925[33][34][35] – 6 ديسمبر 1961[33][34][35])
- كيفن ثيوفايل كاثيرين (لاعب كرة قدم فرنسي، 28 أكتوبر 1989[36] – )
- مايا برمان (فنانة هندية، 1971 – )

## وصلات خارجية
- موقع وزارة الخارجية الهندية
- موقع وزارة الخارجية الفرنسية